# Persone di nome Kirill
| Questa pagina contiene informazioni ricavate automaticamente dalle voci biografiche con l'ausilio del template Bio e di un bot. L'aggiornamento è periodico e automatico e ricostruisce completamente la pagina. Se manca una persona in questa lista, sei pregato di non aggiungerla, ma accertati piuttosto che la sua voce biografica contenga il template Bio e che i dati anagrafici siano correttamente compilati. Se il template Bio manca, inseriscilo tu stesso o, in alternativa, metti l'avviso {{tmp\|Bio}} che ne segnala la mancanza. Se i dati riportati sono sbagliati, correggi direttamente la voce biografica; le modifiche saranno visibili in questa lista entro pochi giorni. Per chiarimenti vedi il progetto antroponimi. La lista contiene solo le 52 persone che sono citate nell'enciclopedia e per le quali è stato implementato correttamente il template Bio. Pagina aggiornata al 16 ott 2024. |

Questa è una lista di persone presenti nell'enciclopedia che hanno il prenome Kirill, suddivise per attività principale.

## Allenatori di calcio(1)
- Kirill Novikov, allenatore di calcio e ex calciatore russo (Mosca, n. 1981)

## Aracnologi(1)
- Kirill Eskov, aracnologo, paleontologo e scrittore russo (Mosca, n. 1956)

## Arbitri di calcio(1)
- Kirill Levnikov, arbitro di calcio russo (Leningrado, n. 1984)

## Arcieri(1)
- Kirill Smirnov, arciere russo (n. 1996)

## Attori(3)
- Kirill Jur'evič Lavrov, attore e regista russo (Leningrado, n. 1925 - San Pietroburgo, † 2007)
- Kirill Pirogov, attore e compositore russo (Teheran, n. 1973)
- Kirill Pletnёv, attore e regista russo (Charkiv, n. 1979)

## Bobbisti(1)
- Kirill Antjuch, bobbista russo (Podol'sk, n. 1986)

## Calciatori(17)
- Kirill Boženov, calciatore russo (Barnaul, n. 2000)
- Kirill Fol'mer, calciatore russo (Ėngel's, n. 2000)
- Kirill Glebov, calciatore russo (Čeljabinsk, n. 2005)
- Kirill Gocuk, calciatore russo (Elec, n. 1992)
- Kirill Klimov, calciatore russo (Orël, n. 2001)
- Kirill Kolesničenko, calciatore russo (Kamyšin, n. 2000)
- Kirill Kombarov, ex calciatore russo (Mosca, n. 1987)
- Kirill Kosarev, calciatore russo (Samara, n. 2001)
- Kirill Kravcov, calciatore russo (San Pietroburgo, n. 2002)
- Kirill Nababkin, calciatore russo (Mosca, n. 1986)
- Kirill Pančenko, calciatore russo (Lipeck, n. 1989)
- Kirill Pogrebnjak, ex calciatore russo (Mosca, n. 1992)
- Kirill Pryadkin, calciatore kirghiso (n. 1977)
- Kirill Suslov, calciatore russo (Vysokovsk, n. 1991)
- Kirill Ušatov, calciatore russo (Mosca, n. 2000)
- Kirill Zaika, calciatore russo (Uspenskoe, n. 1992)
- Kirill Ščetinin, calciatore russo (Kursk, n. 2002)

## Cosmonauti(1)
- Kirill Peskov, cosmonauta russo (Kyzyl, n. 1990)

## Direttori d'orchestra(2)
- Kirill Petrovič Kondrašin, direttore d'orchestra russo (Mosca, n. 1914 - Amsterdam, † 1981)
- Kirill Petrenko, direttore d'orchestra russo (Omsk, n. 1972)

## Economisti(1)
- Kirill Dmitriev, economista e manager russo (Kiev, n. 1975)

## Generali(2)
- Kirill Afanas'evič Mereckov, generale e politico sovietico (Rjazan', n. 1897 - Mosca, † 1968)
- Kirill Semënovič Moskalenko, generale e politico sovietico (Grišino, n. 1902 - Mosca, † 1985)

## Geologi(1)
- Kirill Pavlovič Florenskij, geologo e astronomo sovietico (Sergiev Posad, n. 1915 - Mosca, † 1982)

## Giocatori di calcio a 5(1)
- Kirill Pogorelov, giocatore di calcio a 5 russo (Omsk, n. 1987 - Mosca, † 2019)

## Hockeisti su ghiaccio(1)
- Kirill Kaprizov, hockeista su ghiaccio russo (Novokuzneck, n. 1997)

## Judoka(1)
- Kirill Denisov, judoka russo (Trëchgornyj, n. 1988)

## Lunghisti(1)
- Kirill Sosunov, ex lunghista e bobbista russo (Rjazan', n. 1975)

## Militari(1)
- Kirill Grigor'evič Razumovskij, ufficiale russo (Lemeši, n. 1728 - Baturyn, † 1803)

## Musicisti(1)
- Kirka, musicista finlandese (Helsinki, n. 1950 - Helsinki, † 2007)

## Nobili(1)
- Kirill Poluektovič Naryškin, nobile russo (n. 1623 - † 1661)

## Nuotatori(3)
- Kirill Abrosimov, nuotatore russo (n. 1991)
- Kirill Beljaev, nuotatore russo (n. 1997)
- Kirill Prigoda, nuotatore russo (San Pietroburgo, n. 1995)

## Politici(2)
- Kirill Trofimovič Mazurov, politico sovietico (Rudnja-Pribytovskaja, n. 1914 - Mosca, † 1989)
- Kirill Alekseevič Naryškin, politico russo (n. 1670 - † 1723)

## Registi(1)
- Kirill Serebrennikov, regista e sceneggiatore russo (Rostov sul Don, n. 1969)

## Rugbisti a 15(1)
- Kirill Golosnickij, rugbista a 15 russo (Zelenograd, n. 1994)

## Scacchisti(2)
- Kirill Alekseenko, scacchista russo (Vyborg, n. 1997)
- Kirill Ševčenko, scacchista ucraino (Kiev, n. 2002)

## Tiratori a segno(1)
- Kirill Grigor'jan, tiratore a segno russo (Jeonnam, n. 1992)

## Tuffatori(1)
- Kirill Boliuch, tuffatore ucraino (n. 2007)

## Violinisti(1)
- Kirill Troussov, violinista tedesco (Leningrado, n. 1982)

## Senza attività specificata(1)
- Kirill Vladimirovič Romanov,  russo (Carskoe Selo, n. 1876 - Neuilly-sur-Seine, † 1938)